# Qualea sacculata
Qualea sacculata är en tvåhjärtbladig växtart som beskrevs av Stafleu. Qualea sacculata ingår i släktet Qualea och familjen Vochysiaceae. Inga underarter finns listade i Catalogue of Life.